# Andrea Russotto
Andrea Russotto (Roma, 25 maggio 1988) è un calciatore italiano, attaccante dell'Acireale.
Nel 2007 il suo è uno dei due nomi italiani (insieme a quello di Lorenzo De Silvestri) a comparire nella lista dei 50 giovani più promettenti al mondo stilata dal mensile inglese World Soccer.
Considerato ai tempi una delle più pure promesse del calcio italiano, dopo la stagione con il Napoli, dove non trova spazio, non riesce a trovare continuità fino al 2012, quando diventa trascinatore del Catanzaro in Lega Pro, che lascia nel 2015 per passare al Catania, sempre in terza serie.

## Caratteristiche tecniche
Nasce come trequartista, ma può giocare anche da seconda punta o ala.

## Carriera

### Club

#### Gli esordi ed il passaggio al Bellinzona
Cresciuto nelle giovanili del Santa Lucia, la squadra del paese natìo, e della Lazio, nel 2004 lascia la squadra bianco-celeste per andare in Svizzera nella squadra del Bellinzona per non cedere alle pressioni della Gea, società di procuratori sportivi che gli aveva intimato di legarsi ad un procuratore se avesse voluto continuare la carriera da calciatore in Italia.
Nella Challenge League colleziona, a 16 anni, 12 presenze e 2 gol. Poi, nel gennaio 2005, torna in Italia, in prestito alla Lodigiani in Serie C2 (2 presenze).

#### Il ritorno in Italia: Treviso
Passa nel 2005 in prestito al Treviso, dove esordisce in Serie A nei minuti finali di Treviso-Fiorentina (1-3) e colleziona 4 presenze.
Nel campionato cadetto 2006-2007 segna il suo primo gol a Vicenza il 18 novembre, segnando in tutto 4 gol (fra i quali quello contro il Frosinone, con un sinistro a giro da fuori area).
Nella stagione 2007-2008 non riesce a dare continuità alle sue prestazioni. Dopo tre anni in prestito alla squadra veneta, il giocatore rientra al Bellinzona.

#### La parentesi al Napoli
Il 24 luglio 2008 passa al Napoli in prestito oneroso per 350.000 euro, con diritto di riscatto dell'intero cartellino fissato a una cifra intorno ai 3.8 milioni di euro.
Ottiene la prima presenza in serie A con il Napoli il 28 settembre 2008 nella partita in trasferta contro il Bologna, subentrando a Marcelo Zalayeta. L'esperienza partenopea, nel complesso, non è delle più felici: in campionato colleziona appena 15 presenze - nessuna delle quali dal primo minuto - senza realizzare gol. Il Napoli non si avvale del diritto di riscatto e il giocatore, scaduti i termini del prestito, rientra al Bellinzona.

#### Crotone e Livorno
Il 14 gennaio 2010 passa in prestito con diritto di riscatto al Crotone, in Serie B. Il 31 agosto 2010 il prestito viene rinnovato fino al 30 giugno 2011.
Il 31 agosto 2011 passa a titolo definitivo al Livorno, dove a causa di un infortunio patito nel finale del campionato precedente e che lo aveva costretto ad operarsi al menisco sinistro deve aspettare il successivo 19 novembre per debuttare (nella sconfitta interna 0-1 con l'Ascoli).

#### In terza serie con Carrarese e Catanzaro
Dopo non aver trovato spazio nella squadra livornese collezionando appena 4 presenze, il 31 gennaio 2012 passa a titolo definitivo alla Carrarese, in Prima Divisione, con cui firma un contratto di sei mesi. Con gli azzurri gioca 11 partite e realizza un gol, contro il Südtirol.
Rimasto svincolato a fine stagione, il 13 ottobre 2012 viene ingaggiato dal Catanzaro, sempre in terza serie.
Il 18 novembre 2012 nella gara casalinga dei Giallorossi segna il suo primo gol in campionato contro il Prato, prima colpisce il palo e sulla ribattuta mette la palla in rete. La partita viene vinta dalla squadra di casa per 2-1. Il 22 dicembre 2012 segna la sua prima doppietta con la maglia del Catanzaro contro il Gubbio salendo a quota 4 gol con la maglia giallorossa. Il 20 giugno 2014 il Catanzaro riscatta l'altra metà del cartellino in possesso del Parma.

#### Il ritorno in B con la Salernitana
Il 16 luglio 2015, il Catanzaro ufficializza la cessione del calciatore alla Salernitana; l'esordio arriva in occasione del secondo turno di Coppa Italia.

#### Catania, Sambenedettese e Cavese
Il 31 agosto 2015 passa a titolo definitivo al Catania. Esordisce il 20 settembre 2015 contro il Matera. Mette a segno il suo primo gol con la maglia della squadra il 27 settembre contro l'Ischia. Il 26 ottobre 2016, venuto a sapere di doversi sottoporre al test antidoping, pronunciando blasfemia, rimedia una squalifica di 4 giornate. Resta per tre stagioni in Sicilia per passare, il 1 agosto 2018, alla Sambenedettese.
La stagione successiva milita invece nella Cavese, con cui disputa un campionato e mezzo, siglando 8 reti complessive

#### Ritorno al Catania
Nel gennaio 2021 torna a Catania, salvo concludere anzitempo la sua seconda stagione (quinta complessiva) con gli Etnei nel mese di aprile 2022 con l’esclusione dal campionato di Serie C della squadra. Tuttavia, nel mese di agosto dello stesso anno, si rilega al "nuovo" Catania, che riparte dalla Serie D. Il 19 marzo 2023 la squadra vince il campionato con sei giornate d'anticipo, ritornando così fra i professionisti.

#### Siracusa
Il 19 luglio 2023 viene ufficializzato il suo passaggio al Siracusa militante in Serie D. La stagione termina con il secondo posto dietro al Trapani e viene confermato anche per la stagione successiva.

### Nazionale
Russotto ha giocato in tutte le nazionali giovanili.
Il 12 dicembre 2006, a 18 anni, ha esordito in Nazionale Under-21, entrando nel secondo tempo dell'amichevole Italia-Lussemburgo (2-0) e realizzando l'assist in occasione del raddoppio azzurro di Paonessa. Il 7 settembre 2007 realizza il suo primo gol con l'Under-21, contro le Far Oer.
Il 22 luglio 2008 esordisce con la Nazionale Olimpica entrando in campo durante Italia-Romania (1-1), ultima amichevole di preparazione alle Olimpiadi 2008, per le quali viene dapprima inserito dal ct Pierluigi Casiraghi nella lista delle 4 riserve, e poi ufficialmente convocato il 12 agosto in sostituzione dell'infortunato Claudio Marchisio, senza però riuscire a scendere in campo nel corso della manifestazione. Ha fatto parte del biennio 2007-2009 degli Azzurrini, ma non è stato convocato per l'Europeo U-21 2009.

## Calcioscommesse
Il 29 maggio 2017 viene indagato, insieme ad altre tre persone (tra cui il presidente dell'Avellino Walter Taccone), nell'ambito dell'inchiesta che ha portato agli arresti domiciliari del presidente del Catanzaro Giuseppe Cosentino: da giocatore del club calabrese, avrebbe combinato il risultato della partita persa contro la compagine irpina per 0-1, valida per il campionato di Lega Pro Prima Divisione 2012-2013, sbagliando intenzionalmente almeno due chiare occasioni da gol, in modo tale da consentire alla squadra campana di raggiungere la promozione in Serie B. Il 19 dicembre viene prosciolto da ogni accusa, nonostante l'iniziale richiesta di 3 anni di squalifica e 50.000 euro di multa.

## Statistiche

### Presenze e reti nei club
Statistiche aggiornate al 30 giugno 2025
| Stagione          | Squadra           | Campionato        | Campionato | Campionato | Coppe nazionali | Coppe nazionali | Coppe nazionali | Coppe continentali | Coppe continentali | Coppe continentali | Altre coppe | Altre coppe | Altre coppe | Totale | Totale |
| Stagione          | Squadra           | Comp              | Pres       | Reti       | Comp            | Pres            | Reti            | Comp               | Pres               | Reti               | Comp        | Pres        | Reti        | Pres   | Reti   |
| ----------------- | ----------------- | ----------------- | ---------- | ---------- | --------------- | --------------- | --------------- | ------------------ | ------------------ | ------------------ | ----------- | ----------- | ----------- | ------ | ------ |
| 2004-gen. 2005    | Bellinzona        | CL                | 12         | 2          | CS              | 3               | 1               | -                  | -                  | -                  | -           | -           | -           | 15     | 3      |
| gen.-giu. 2005    | Cisco Lodigiani   | C2                | 2+1        | 0          | CI-C            | -               | -               | -                  | -                  | -                  | -           | -           | -           | 3      | 0      |
| 2005-2006         | Treviso           | A                 | 4          | 0          | CI              | 0               | 0               | -                  | -                  | -                  | -           | -           | -           | 4      | 0      |
| 2006-2007         | Treviso           | B                 | 32         | 4          | CI              | 0               | 0               | -                  | -                  | -                  | -           | -           | -           | 32     | 4      |
| 2007-2008         | Treviso           | B                 | 31         | 1          | CI              | 2               | 0               | -                  | -                  | -                  | -           | -           | -           | 33     | 1      |
| Totale Treviso    | Totale Treviso    | Totale Treviso    | 67         | 5          |                 | 2               | 0               |                    | -                  | -                  |             | -           | -           | 69     | 5      |
| 2008-2009         | Napoli            | A                 | 15         | 0          | CI              | 1               | 0               | CU                 | 1                  | 0                  | -           | -           | -           | 17     | 0      |
| 2009-gen. 2010    | Bellinzona        | SL                | 8          | 0          | CS              | 2               | 2               | -                  | -                  | -                  | -           | -           | -           | 10     | 2      |
| Totale Bellinzona | Totale Bellinzona | Totale Bellinzona | 20         | 2          |                 | 5               | 3               |                    | -                  | -                  |             | -           | -           | 25     | 5      |
| gen.-giu. 2010    | Crotone           | B                 | 14         | 2          | CI              | -               | -               | -                  | -                  | -                  | -           | -           | -           | 14     | 2      |
| 2010-2011         | Crotone           | B                 | 31         | 1          | CI              | 1               | 0               | -                  | -                  | -                  | -           | -           | -           | 32     | 1      |
| Totale Crotone    | Totale Crotone    | Totale Crotone    | 45         | 3          |                 | 1               | 0               |                    | -                  | -                  |             | -           | -           | 46     | 3      |
| 2011-gen. 2012    | Livorno           | B                 | 3          | 0          | CI              | 0               | 0               | -                  | -                  | -                  | -           | -           | -           | 3      | 0      |
| gen.-giu. 2012    | Carrarese         | 1D                | 11         | 1          | CI+CI-LP        | -               | -               | -                  | -                  | -                  | -           | -           | -           | 11     | 1      |
| 2012-2013         | Catanzaro         | 1D                | 21         | 6          | CI+CI-LP        | 0               | 0               | -                  | -                  | -                  | -           | -           | -           | 21     | 6      |
| 2013-2014         | Catanzaro         | 1D                | 28+1       | 2          | CI-LP           | 2               | 1               | -                  | -                  | -                  | -           | -           | -           | 31     | 3      |
| 2014-2015         | Catanzaro         | LP                | 30         | 7          | CI+CI-LP        | 2+0             | 0               | -                  | -                  | -                  | -           | -           | -           | 32     | 7      |
| Totale Catanzaro  | Totale Catanzaro  | Totale Catanzaro  | 79+1       | 15         |                 | 4               | 1               |                    | -                  | -                  |             | -           | -           | 84     | 16     |
| ago. 2015         | Salernitana       | B                 | 0          | 0          | CI              | 2               | 0               | -                  | -                  | -                  | -           | -           | -           | 2      | 0      |
| ago. 2015-2016    | Catania           | LP                | 25         | 6          | CI+CI-LP        | 1               | 0               | -                  | -                  | -                  | -           | -           | -           | 26     | 6      |
| 2016-2017         | Catania           | LP                | 30         | 2          | CI-LP           | 3               | 0               | -                  | -                  | -                  | -           | -           | -           | 33     | 2      |
| 2017-2018         | Catania           | C                 | 26+1       | 5          | CI-C            | 2               | 2               | -                  | -                  | -                  | -           | -           | -           | 28     | 7      |
| 2018-2019         | Sambenedettese    | C                 | 31+1       | 1          | CI-C            | 1               | 1               | -                  | -                  | -                  | -           | -           | -           | 33     | 2      |
| 2019-2020         | Cavese            | C                 | 27         | 5          | CI-C            | 0               | 0               | -                  | -                  | -                  | -           | -           | -           | 27     | 5      |
| 2020-gen. 2021    | Cavese            | C                 | 13         | 3          |                 | -               | -               | -                  | -                  | -                  | -           | -           | -           | 13     | 3      |
| Totale Cavese     | Totale Cavese     | Totale Cavese     | 40         | 8          |                 | -               | -               |                    | -                  | -                  |             | -           | -           | 40     | 8      |
| gen.-giu. 2021    | Catania           | C                 | 13         | 4          | CI-C            | -               | -               | -                  | -                  | -                  | -           | -           | -           | 13     | 4      |
| 2021-apr.2022     | Catania           | C                 | 26         | 2          | CI-C            | 1               | 0               | -                  | -                  | -                  | -           | -           | -           | 27     | 2      |
| 2022-2023         | Catania           | D                 | 26         | 8          | CI-D            | 1               | 0               | -                  | -                  | -                  | -           | -           | -           | 27     | 8      |
| Totale Catania    | Totale Catania    | Totale Catania    | 146+1      | 27         |                 | 8               | 2               |                    | -                  | -                  |             | -           | -           | 155    | 29     |
| 2023-2024         | Siracusa          | D                 | 18+1       | 4          | CI-D            | 1               | 0               | -                  | -                  | -                  | -           | -           | -           | 20     | 4      |
| 2024-2025         | Siracusa          | D                 | 22+3       | 5+1        | CI-D            | 0               | 0               | -                  | -                  | -                  | -           | -           | -           | 25     | 6      |
| Totale carriera   | Totale carriera   | Totale carriera   | 507        | 72         |                 | 25              | 7               |                    | 1                  | 0                  |             | -           | -           | 533    | 79     |

### Cronologia presenze e reti in nazionale
| Cronologia completa delle presenze e delle reti in nazionale ― Italia olimpica | Cronologia completa delle presenze e delle reti in nazionale ― Italia olimpica | Cronologia completa delle presenze e delle reti in nazionale ― Italia olimpica | Cronologia completa delle presenze e delle reti in nazionale ― Italia olimpica | Cronologia completa delle presenze e delle reti in nazionale ― Italia olimpica | Cronologia completa delle presenze e delle reti in nazionale ― Italia olimpica | Cronologia completa delle presenze e delle reti in nazionale ― Italia olimpica | Cronologia completa delle presenze e delle reti in nazionale ― Italia olimpica |
| Data                                                                           | Città                                                                          | In casa                                                                        | Risultato                                                                      | Ospiti                                                                         | Competizione                                                                   | Reti                                                                           | Note                                                                           |
| ------------------------------------------------------------------------------ | ------------------------------------------------------------------------------ | ------------------------------------------------------------------------------ | ------------------------------------------------------------------------------ | ------------------------------------------------------------------------------ | ------------------------------------------------------------------------------ | ------------------------------------------------------------------------------ | ------------------------------------------------------------------------------ |
| 22-7-2008                                                                      | Pistoia                                                                        | Italia olimpica                                                                | 1 – 1                                                                          | Romania under 21                                                               | Amichevole                                                                     | -                                                                              | 70’                                                                            |
| Totale                                                                         |                                                                                | Presenze                                                                       | 1                                                                              |                                                                                | Reti                                                                           | 0                                                                              |                                                                                |

## Palmarès

### Club

#### Competizioni nazionali
- Serie D: 2

Catania: 2022-2023 (girone I)
Siracusa: 2024-2025 (girone I)